# Hiéroglyphe égyptien O27
La salle hypostyle, en hiéroglyphes égyptiens, est classifiée dans la section O « Bâtiments, parties de bâtiments etc. » de la liste de Gardiner ; cet hiéroglyphe y est noté O27.

## Représentation
Il représente une salle hypostyle supporté par deux piliers cannelés (hiéroglyphe O28). Il est translittéré ḫȝ.

## Utilisation
C'est un déterminatif du champ lexical des salles hypostyles,
| O27 | / | xA | A | O27 |

| O27 | / | xA | A | O27 |

| O27 | / | x | w | O27 |

| O27 | / | x | w | O27 |

{ḫw)« nuit, soir ».

## Exemples de mots
| U28 | A | d | w | O27 |

| U28 | A | d | w | O27 |

| V4 | M15 | O27 |

| V4 | M15 | O27 |

| h · t | O27 |

| h · t | O27 |